# Howard M. Wiseman
Howard Mark Wiseman (* 19. Juni 1968 in Brisbane) ist ein australischer theoretischer Quantenphysiker, der für seine Arbeiten über Quantenregelung, Quantenmechanische Messungen, Quanteninformationen, Kontrolle quantenmechanischer Systeme, fundamentale Fragen der Quantenmechanik und Offenen Quantensystemen (das heißt solchen in Kontakt mit der Umgebung) bekannt ist.

## Frühes Leben
Wiseman wurde in Brisbane geboren und absolvierte 1991 seinen Bachelor of Science (Hons) an der University of Queensland. Dort vollendete er auch 1994 seinen Ph.D. in Physik unter Gerard J. Milburn mit seiner Arbeit Quantum Trajectories and Feedback. Er ist Professor an der Griffith University.

## Ehrungen
Wiseman wurde 1995 mit der Bragg Gold Medal des Australian Institute of Physics, 2003 mit der Pawsey Medal der Australian Academy of Science und 2003 mit dem Malcolm McIntosh Prize for Physical Scientist of the Year des Prime Minister’s Prizes for Science ausgezeichnet. Er ist Mitglied der Australian Academy of Science und der American Physical Society.

## Schriften
- mit Gerard J. Milburn: Quantum measurement and control. Cambridge University Press, Cambridge u. a. 2010, ISBN 978-0-521-80442-4.